# Glenn Ralph

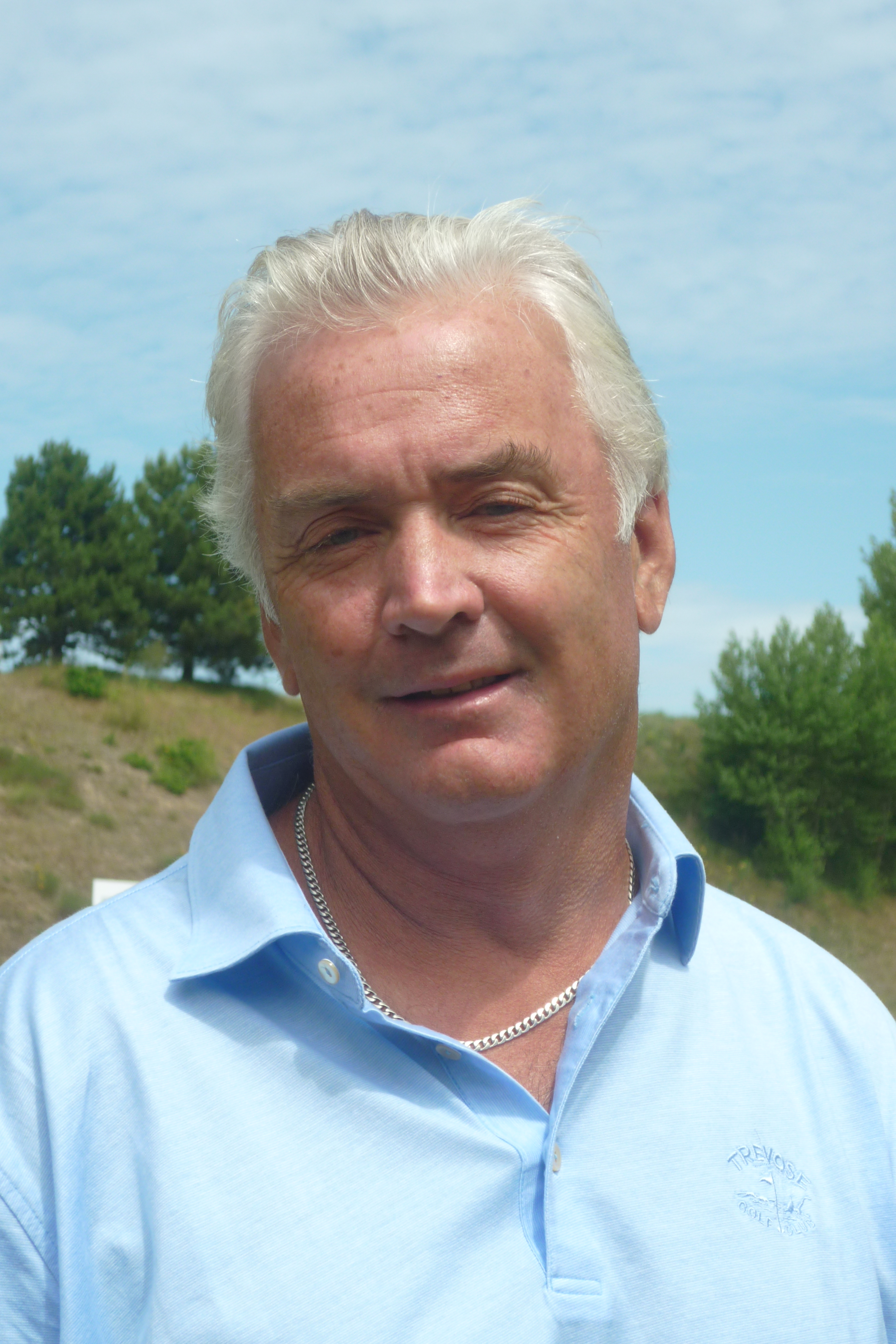
Dutch Senior Open 2010.

Glenn Ralph (Haslemere, 12 juli 1956) is een Engelse golfprofessional.
Ralph werd in 1973 professional en speelde van 1978 - 1996 op de Europese PGA Tour, waar hij de helft van die tijd in de top-100 stond, maar nooit een toernooi won.
Sinds 2006 speelt hij op de Senior Tour. In 2007 speelde hij achttien toernooien en miste slechts één cut, in 2008 brak hij zijn enkel bij een zwembad en moest een jaar overslaan, in 2009 won hij zijn eerste toernooi en eind 2009 stond hij op de vierde plaats van de Order of Merit. 

## Gewonnen
- 2009: Cleveland Golf/Srixon Scottish Senior Open

Teams
- Europcar Cup: 1988